# ヴォックス・デイ

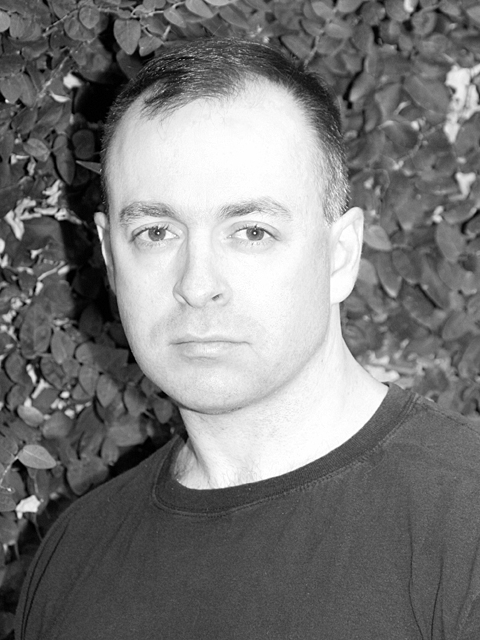
2007年撮影

ヴォックス・デイ（英: Vox Day）こと、スィオドア・ロバート・ビアル（英: Theodore Robert Beale、1968年8月21日 - ）は、アメリカの著作家、ビデオ・ゲーム考案者、ブロガーそしてオルタナ右翼活動家である。
コンピュータゲーム『ソード・マニアック』の北米版の音楽を手掛けたバンドサイコソニックの元メンバーとしても知られている。